# Пітер Мандельсон

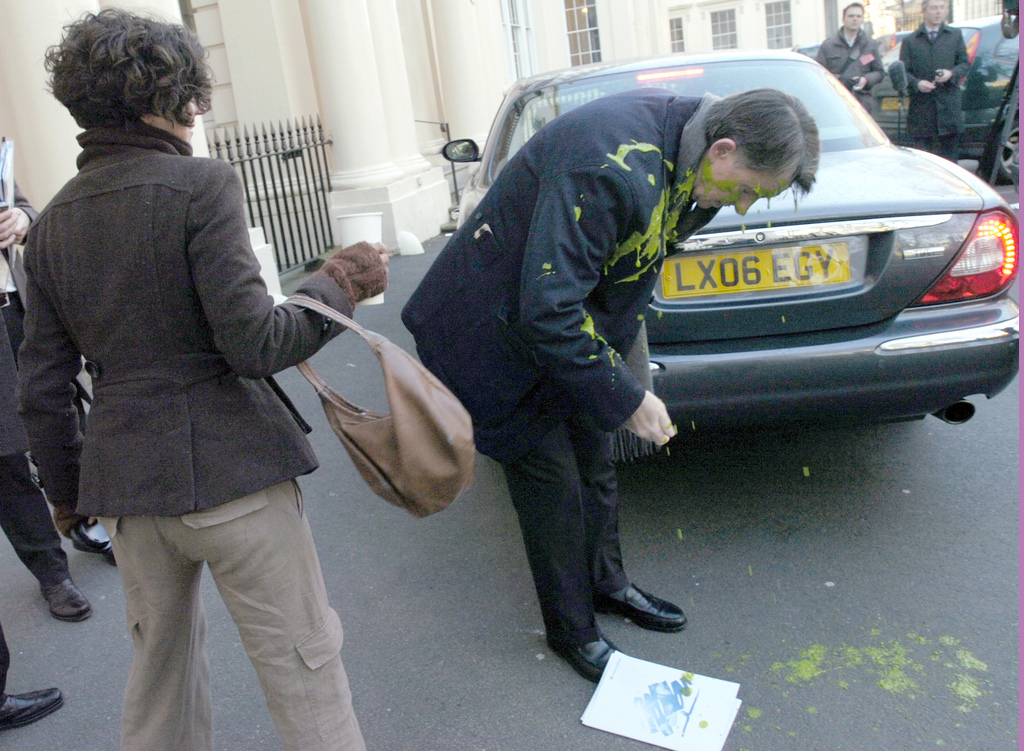
Активістка руху «зелених» обливає Мандельсона на знак протесту проти розширення аеропорту Хітроу

Пітер Бенджамін Мандельсон, барон Мандельсон PC (англ. Peter Benjamin Mandelson, Baron Mandelson; нар. 21 жовтня 1953, Лондон) — британський політик з Лейбористської партії. Пан Мандельсон також був європейський комісар з торгівлі з 2004 по 2008. Після того, як він став довічним пером в Палаті лордів, він повернувся до роботи в Кабінеті. Із 2015 очолює напрямок реформ у сфері торгівлі в Агентстві модернізації України.

## Життєпис
Народився в Лондоні в сім'ї працівника газети «The Jewish Chronicle». Навчався в Оксфордському університеті, де вивчав політологію, філософію і економіку. Наприкінці 1970-х Мандельсон на деякий час став головою Британської ради молоді. У 1980-і Мандельсон працював у різних приватних компаніях, а з 1985 року став директором відділу зв'язків з громадськістю Лейбористської партії. На виборах 1992 року був обраний до Палати громад і увійшов до тіньового уряду, де зблизився з Тоні Блером і Гордоном Брауном.
Після перемоги лейбористів на виборах 1997 року Мандельсон увійшов в кабінет міністрів як міністра без портфеля, а 27 липня 1998 року він був призначений міністром торгівлі та промисловості. Проте вже в грудні 1998 року Мандельсон був змушений покинути цю посаду через скандал, пов'язаний з отриманням безвідсоткового кредиту на 337 000 фунтів від мільйонера Джеффрі Робінсона на покупку житла в Ноттінг-хіллі. 11 жовтня 1999 року (через півтора року після підписання Угоди Страстної П'ятниці) Мандельсон був призначений міністром у справах Північної Ірландії замість Мо Молам. В 2001 році Мандельсон був змушений знову залишити політику через черговий скандал, цього разу пов'язаного з наданням громадянства індійському бізнесменові, чия діяльність була пов'язана з одним з підшефних Мандельсоном проектів — будівництвом Millennium Dome.
В 2004 висунутий на посаду європейського комісара по зовнішній торгівлі, ставши представником Великої Британії в новому складі Єврокомісії на чолі з Жозе Мануелем Баррозу. Цю посаду він обіймав до 2008 року, коли навколо нього вибухнув пов'язаний із зустрічами єврокомісара з російським підприємцем Олегом Дерипаскою скандал, який в журналістському середовищі був охрещений «Яхтгейтом». Після цього Мандельсон залишив свою посаду на користь Кетрін Ештон, а сам повернувся в Лондон, де 3 жовтня був призначений міністром у справах бізнесу. 5 липня 2009 року внаслідок кадрових змін Мандельсон зайняв пост міністра у справах бізнесу та інновацій, паралельно ставши Першим міністром і Лордом-головою Таємної ради.
У лютому 2010 висловив припущення про те, що Велика Британія в невизначеному майбутньому все ж таки приєднається до єврозони.
У листопаді 2010 став головою юридичної компанії Global Counsel LLP, консалтингової фірми, за фінансової підтримки рекламного гіганта WPP.
21 січня 2011 оголошено, що лорд Мендельсон буде служити старшим радником-консультантом інвестиційно-банківської фірми, Lazard.

## Україна
У березні 2015 взяв участь у створенні програми модернізації України, яка розробляється під керівництвом провідних європейських дипломатів, політиків та експертів, що мають досвід проведення економічних, політичних і конституційних реформ та став членом Агентства модернізації України. В Агентстві Мандельсон очолив напрямок торгівлі. Агентство модернізації мало розробляти план реформ для України протягом 200 днів, уже в вересні 2015 року представити комплексний майстер-план відновлення економіки та план модернізації України. Деякі видатні політичні діячі, наприклад, президент Франції Франсуа Олланд, пророкували Агентству модернізації України статус «Плану Маршала нашого часу».